# 霊光殿天満宮
霊光殿天満宮（れいこうでんてんまんぐう）は、京都市上京区にある神社。旧社格は村社。

## 祭神
- 天満天神（菅原道真）
- 徳川家康

## 歴史
寛仁2年（1018年）、菅原道真の6代後の子孫にあたる菅原義郷が勅命により、かつて道真の領地であったとされる河内国若江郡に神殿を建てたのが始まりである。社名は、道真の左遷の際、天から一条の光とともに天一神・帝釈天が降臨したとの伝説によるものである。蒙古襲来の時には後宇多天皇が当社にて夷賊退治の祈祷を行わせたところ元の船がことごとく沈んでしまったので『天下無敵必勝利運』の額を天皇より賜った。応仁の乱の際に社領を失い、東寺境内に遷された。
徳川家康は当社を深く崇敬し、元亀元年（1570年）に天下太平の祈願をし、また、若江家の再興に尽力した。家康の死後の寛永13年（1636年）、徳川家光が仙洞御所にあった家康の像を当社に移し、祭神とした。江戸時代に社家の若江家が再興され、塔之段に社殿を再建、宝暦11年（1761年）に現在地に鎮座した。現在の社殿は、明治5年に近衛家の旧鎮守社を移築したものである。

## 現地情報
所在地
- 京都府京都市上京区新町通今出川下ル徳大寺殿町365

交通アクセス
- 最寄駅：地下鉄烏丸線今出川駅下車後、徒歩約5分